# Gustav Sule
Gustav Sule (ur. 10 września 1910 w Tartu, zm. 3 kwietnia 1942 w Ławrowoje) – estoński lekkoatleta, który specjalizował się w rzucie oszczepem.

## Kariera sportowa
W 1936 roku startował w igrzyskach olimpijskich, gdzie z wynikiem 63,26 zajął ostatecznie 11. miejsce. Dwukrotny uczestnik mistrzostw Europy: Turyn 1934 (brązowy medal) oraz Paryż 1938 (4. miejsce). W 1933 oraz 1935 roku zdobywał medale (odpowiednio srebrny i brązowy) podczas akademickich mistrzostw świata. Rekord życiowy: 75,93 (1938).
W jego rodzinnym mieście odbywa się Memoriał Gustava Sule.